# Lukas Kruse
Lukas Kruse, né le 9 juillet 1983 à Paderborn en Allemagne, est un footballeur allemand évoluant au poste de gardien de but.

## Biographie
En 2017, il est transféré du SC Paderborn vers le Holstein Kiel en 2. Bundesliga, après sept ans de collaboration.
A l'issue de la saison 2017-2018, le bilan de sa carrière s'élève à 34 matchs en première division allemande, et 160 matchs en deuxième division.

## Palmarès
- Vice-champion d'Allemagne de D2 en 2014 avec le Holstein Kiel